# Oedaleus flavus
Oedaleus flavus är en insektsart som först beskrevs av Carl von Linné 1758.  Oedaleus flavus ingår i släktet Oedaleus och familjen gräshoppor.

## Underarter
Arten delas in i följande underarter:
- O. f. somaliensis
- O. f. flavus